# Hotell Pohjanhovi

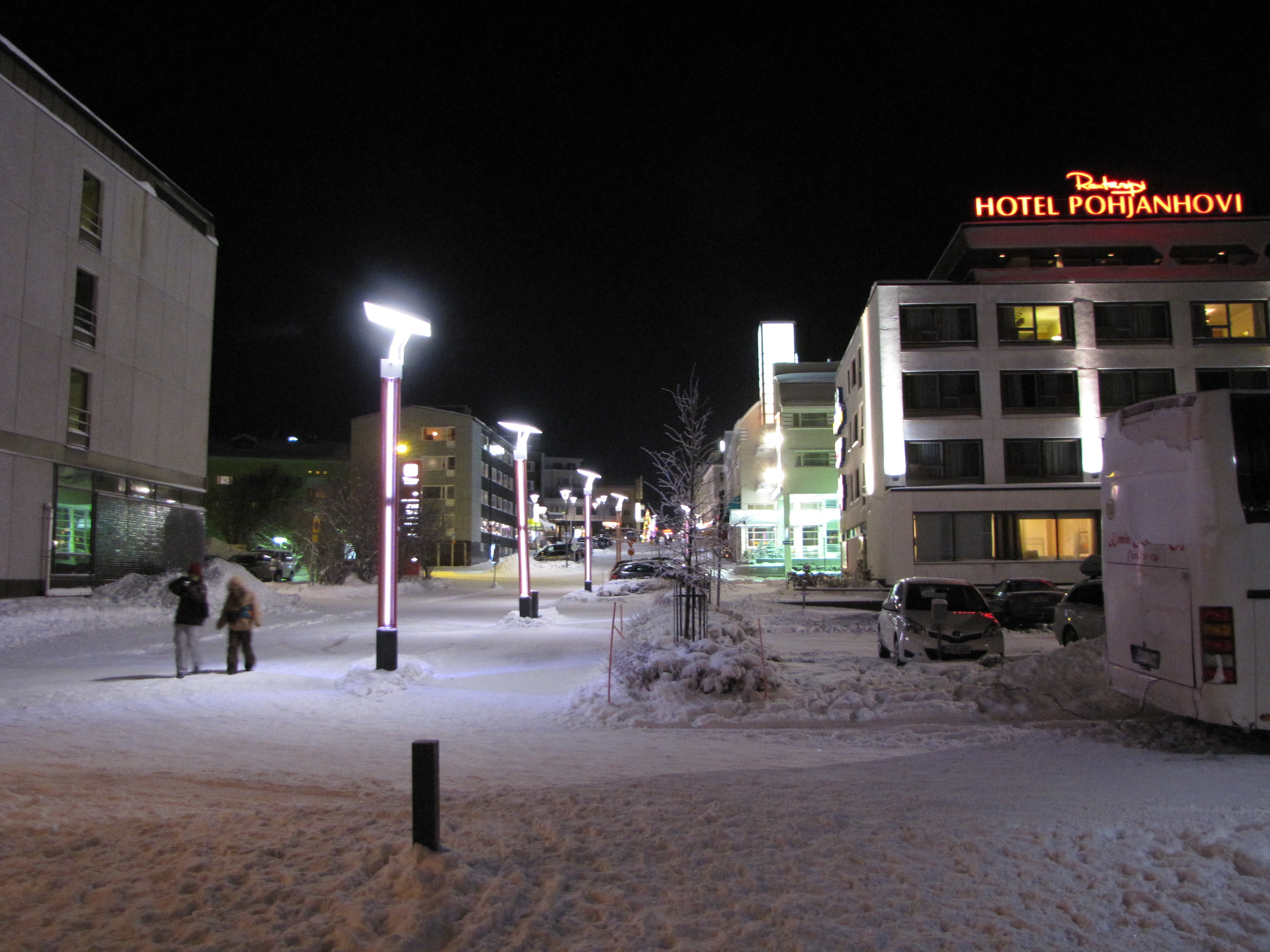
Hotell Pohjanhovi

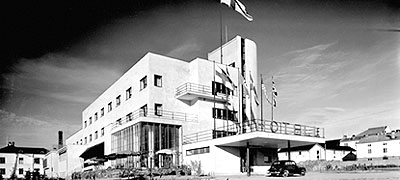
Hotell Pohjanhovi 1940

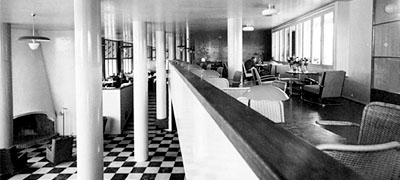
Hotellfoajen före 1940

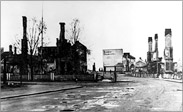
Hotellruinen 1945

Hotell Pohjanhovi är ett finländskt hotell vid Kemi älv i Rovaniemi.
Hotell Pohjanhovi ritades av Märta Blomstedt och Pauli Blomstedt och invigdes 1936 som första hotell i Rovaniemi. Det användes som militärsjukhus under Vinterkriget. Det sprängdes under Lapplandskriget i oktober 1944 av den tyska armén vid dess reträtt från Lappland, varvid endast källaren blev kvar. Efter återuppbyggnad i en byggnad ritad av Aulis E. Hämäläinen, öppnade Hotell Pohjanhovi igen 1947. 
Hotellet drevs av Turistföreningen i Finland. Numera (2018) ingår det i hotellkedjan Scandic.